# Női vízilabdatorna a 2024. évi nyári olimpiai játékokon
A 2024. évi nyári olimpiai játékokon a női vízilabdatornát július 27. és augusztus 10. között rendezték. A tornán 10 nemzet csapata vett részt. A címvédő az amerikai válogatott volt. A tornát a spanyol válogatott nyerte.

## Helyszínek
| Saint-Denis                      | Nanterre                                          |
| -------------------------------- | ------------------------------------------------- |
| Párizsi Úszóközpont (csoportkör) | Paris La Défense Arena (egyenes kieséses szakasz) |
| Férőhely: 5000                   | Férőhely: 17 000                                  |
|                                  |                                                   |

## Résztvevők
| Esemény                             | Dátum                          | Helyszín        | Kvóta | Csapatok                                              |
| ----------------------------------- | ------------------------------ | --------------- | ----- | ----------------------------------------------------- |
| Rendező                             | –                              | –               | 1     | Franciaország (FRA)                                   |
| 2023-as világbajnokság              | 2023. július 16–28.            | Fukuoka, Japán  | 2     | Hollandia (NED) · Spanyolország (ESP)                 |
| 2023-as pánamerikai játékok         | 2023. október 30–november 4.   | Santiago, Chile | 1     | Egyesült Államok (USA)                                |
| 2022-es Ázsia-játékok               | 2023. szeptember 25–október 1. | Hangcsou        | 1     | Kína (CHN)                                            |
| Óceánia                             | 2023. augusztus 11–12.         | Auckland        | 1     | Ausztrália (AUS)                                      |
| 2024-es Európa-bajnokság            | 2024. január 5–13.             | Eindhoven       | 1     | Görögország (GRE)                                     |
| 2024-es világbajnokság              | 2024. február 4–16.            | Doha            | 3     | Magyarország (HUN) · Olaszország (ITA) · Kanada (CAN) |
| 2024-es női világbajnokság – Afrika | 2024. február 4–16.            | Doha            | 1     | Dél-afrikai Köztársaság (RSA)                         |
| Összesen                            |                                |                 | 10    |                                                       |

1. ↑  Hivatalosan 2024. február 17-én jelentették be, hogy a Dél-afrikai Köztársaság nem vállalta az indulást, ezért a 2024-es világbajnokság soron következő legjobb csapata, Kanada szerzett részvételi jogot.[4]

## Sorsolás
A csoportkör sorsolását a 2024-es úszó-világbajnokság idején, 2024. február 17-én tartották Dohában, Katarban. A sorsolást a francia férfi válogatott játékosai Ugo Crousillat és Thomas Vernoux végezték el.  A 10 csapatot 5 kalapban helyezték el, a következők szerint:
- 1. kalap: a 2023-as világbajnokság első két helyezettje.

 Hollandia (NED),  Spanyolország (ESP)
- 2. kalap: az óceániai és az európai kvóta szerzői.

 Ausztrália (AUS),  Görögország (GRE)
- 3. kalap: a 2024-es világbajnokság két legjobb csapata, amely addig nem szerzett kvótát.

 Magyarország (HUN),  Olaszország (ITA)
- 4. kalap: az ázsiai és az amerikai kvóta szerzői.

 Kína (CHN),  Egyesült Államok (USA)
- 5. kalap: a Dél-afrikai Köztársaság visszalépése miatt a helyette részvételi jogot szerző, valamint a rendező.

 Kanada (CAN),  Franciaország (FRA)

## Játékvezetők
Az alábbi játékvezetőket választották a tornára.
- Nicholas Hodgers
- Jennifer McCall
- Darren Spiritosanto
- Jasszer Mehalhel
- Aurélie Blanchard
- Sébastien Dervieux
- Natália Markopulú
- Jórgosz Sztavridisz
- Michiel Zwart
- Andrej Franulović
- Kuroszaki Csiszato
- Hélène Painchaud
- Csang Liáng
- Debreceni Nóra
- Kovács Tamás
- Veselin Mišković
- Frank Ohme
- Rafaelle Colombo
- Alessia Ferrari
- Adrian Alexandrescu
- Marta Cabañas
- David Gómez
- Vojin Putniković
- Boris Margeta

## Csoportkör
A mérkőzések kezdési időpontjai helyi idő szerint (UTC+2) értendők.

### A csoport
| Hely. | Csapat       | M | Gy | BGy | BV | V | G+ | G– | Gk  | P  | Továbbjutás |
| ----- | ------------ | - | -- | --- | -- | - | -- | -- | --- | -- | ----------- |
| 1.    | Ausztrália   | 4 | 2  | 2   | 0  | 0 | 33 | 28 | +5  | 10 | Negyeddöntő |
| 2.    | Hollandia    | 4 | 3  | 0   | 1  | 0 | 52 | 37 | +15 | 10 | Negyeddöntő |
| 3.    | Magyarország | 4 | 2  | 0   | 1  | 1 | 46 | 37 | +9  | 7  | Negyeddöntő |
| 4.    | Kanada       | 4 | 1  | 0   | 0  | 3 | 37 | 49 | −12 | 3  | Negyeddöntő |
| 5.    | Kína         | 4 | 0  | 0   | 0  | 4 | 34 | 51 | −17 | 0  |             |

1. 1 2  Hollandia 14–15 Ausztrália

| 2024. július 27. 14:00 | Hollandia (NED)      | 10–8        | Magyarország (HUN) | Paris Aquatics Centre Játékvezetők: Alessia Ferrari (ITA), Sébastien Dervieux (FRA) |
| 2024. július 27. 14:00 | (4–2, 0–1, 4–5, 2–0) |             |                    | Paris Aquatics Centre Játékvezetők: Alessia Ferrari (ITA), Sébastien Dervieux (FRA) |
| 2024. július 27. 14:00 | B. Rogge 3           | Jegyzőkönyv | Vályi 3            | Paris Aquatics Centre Játékvezetők: Alessia Ferrari (ITA), Sébastien Dervieux (FRA) |

| 2024. július 27. 20:05 | Ausztrália (AUS)     | 7–5         | Kína (CHN) | Paris Aquatics Centre Játékvezetők: Jennifer McCall (USA), Aurélie Blanchard (FRA) |
| 2024. július 27. 20:05 | (3–2, 2–1, 0–0, 2–2) |             |            | Paris Aquatics Centre Játékvezetők: Jennifer McCall (USA), Aurélie Blanchard (FRA) |
| 2024. július 27. 20:05 | A. Andrews 3         | Jegyzőkönyv | Wang H. 2  | Paris Aquatics Centre Játékvezetők: Jennifer McCall (USA), Aurélie Blanchard (FRA) |

| 2024. július 29. 18:30 | Kína (CHN)           | 11–15       | Hollandia (NED)          | Paris Aquatics Centre Játékvezetők: Alessia Ferrari (ITA), Chisato Kurosaki (JPN) |
| 2024. július 29. 18:30 | (4–1, 4–4, 1–5, 2–5) |             |                          | Paris Aquatics Centre Játékvezetők: Alessia Ferrari (ITA), Chisato Kurosaki (JPN) |
| 2024. július 29. 18:30 | három játékos 2      | Jegyzőkönyv | Keuning, Van der Sloot 3 | Paris Aquatics Centre Játékvezetők: Alessia Ferrari (ITA), Chisato Kurosaki (JPN) |

| 2024. július 29. 20:05 | Magyarország (HUN)      | 12–7        | Kanada (CAN)    | Paris Aquatics Centre Játékvezetők: Natalia Markopoulou (GRE), Marta Cabañas (ESP) |
| 2024. július 29. 20:05 | (4–1, 3–3, 1–1, 4–2)    |             |                 | Paris Aquatics Centre Játékvezetők: Natalia Markopoulou (GRE), Marta Cabañas (ESP) |
| 2024. július 29. 20:05 | Gurisatti, Keszthelyi 3 | Jegyzőkönyv | három játékos 2 | Paris Aquatics Centre Játékvezetők: Natalia Markopoulou (GRE), Marta Cabañas (ESP) |

| 2024. július 31. 14:00 | Hollandia (NED)                | 14–15       | Ausztrália (AUS)  | Paris Aquatics Centre Játékvezetők: Jennifer McCall (USA), Natalia Markopoulou (GRE) |
| 2024. július 31. 14:00 | (3–1, 1–2, 1–3, 2–1, bü.: 7–8) |             |                   | Paris Aquatics Centre Játékvezetők: Jennifer McCall (USA), Natalia Markopoulou (GRE) |
| 2024. július 31. 14:00 | Van de Kraats, Van der Sloot 2 | Jegyzőkönyv | Green, Williams 2 | Paris Aquatics Centre Játékvezetők: Jennifer McCall (USA), Natalia Markopoulou (GRE) |

| 2024. július 31. 15:35 | Kanada (CAN)         | 12–7        | Kína (CHN) | Paris Aquatics Centre Játékvezetők: Boris Margeta (SLO), Frank Ohme (GER) |
| 2024. július 31. 15:35 | (4–0, 1–3, 4–1, 3–3) |             |            | Paris Aquatics Centre Játékvezetők: Boris Margeta (SLO), Frank Ohme (GER) |
| 2024. július 31. 15:35 | négy játékos 2       | Jegyzőkönyv | Deng 3     | Paris Aquatics Centre Játékvezetők: Boris Margeta (SLO), Frank Ohme (GER) |

| 2024. augusztus 2. 14:00 | Ausztrália (AUS)     | 10–7        | Kanada (CAN) | Paris Aquatics Centre Játékvezetők: Alessia Ferrari (ITA), Georgios Stavridis (GRE) |
| 2024. augusztus 2. 14:00 | (1–1, 3–1, 5–2, 1–3) |             |              | Paris Aquatics Centre Játékvezetők: Alessia Ferrari (ITA), Georgios Stavridis (GRE) |
| 2024. augusztus 2. 14:00 | Halligan, Williams 3 | Jegyzőkönyv | Wright 3     | Paris Aquatics Centre Játékvezetők: Alessia Ferrari (ITA), Georgios Stavridis (GRE) |

| 2024. augusztus 2. 20:05 | Kína (CHN)           | 11–17       | Magyarország (HUN) | Paris Aquatics Centre Játékvezetők: Marta Cabañas (ESP), Aurélie Blanchard (FRA) |
| 2024. augusztus 2. 20:05 | (4–3, 3–5, 2–4, 2–5) |             |                    | Paris Aquatics Centre Játékvezetők: Marta Cabañas (ESP), Aurélie Blanchard (FRA) |
| 2024. augusztus 2. 20:05 | Deng, Lu 3           | Jegyzőkönyv | Keszthelyi 7       | Paris Aquatics Centre Játékvezetők: Marta Cabañas (ESP), Aurélie Blanchard (FRA) |

| 2024. augusztus 4. 14:00 | Magyarország (HUN)             | 12–14       | Ausztrália (AUS) | Paris Aquatics Centre Játékvezetők: Marta Cabañas (ESP), Adrian Alexandrescu (ROU) |
| 2024. augusztus 4. 14:00 | (1–1, 2–2, 2–3, 4–3, bü.: 3–5) |             |                  | Paris Aquatics Centre Játékvezetők: Marta Cabañas (ESP), Adrian Alexandrescu (ROU) |
| 2024. augusztus 4. 14:00 | Keszthelyi, Szilágyi 2         | Jegyzőkönyv | Williams 4       | Paris Aquatics Centre Játékvezetők: Marta Cabañas (ESP), Adrian Alexandrescu (ROU) |

| 2024. augusztus 4. 18:30 | Kanada (CAN)         | 11–20       | Hollandia (NED) | Paris Aquatics Centre Játékvezetők: Jennifer McCall (USA), Aurélie Blanchard (FRA) |
| 2024. augusztus 4. 18:30 | (4–5, 2–6, 3–4, 2–5) |             |                 | Paris Aquatics Centre Játékvezetők: Jennifer McCall (USA), Aurélie Blanchard (FRA) |
| 2024. augusztus 4. 18:30 | Bakoc 3              | Jegyzőkönyv | L. Rogge 5      | Paris Aquatics Centre Játékvezetők: Jennifer McCall (USA), Aurélie Blanchard (FRA) |

### B csoport
| Hely. | Csapat           | M | Gy | BGy | BV | V | G+ | G– | Gk  | P  | Továbbjutás |
| ----- | ---------------- | - | -- | --- | -- | - | -- | -- | --- | -- | ----------- |
| 1.    | Spanyolország    | 4 | 4  | 0   | 0  | 0 | 51 | 36 | +15 | 12 | Negyeddöntő |
| 2.    | Egyesült Államok | 4 | 3  | 0   | 0  | 1 | 53 | 27 | +26 | 9  | Negyeddöntő |
| 3.    | Olaszország      | 4 | 1  | 0   | 0  | 3 | 34 | 40 | −6  | 3  | Negyeddöntő |
| 4.    | Görögország      | 4 | 1  | 0   | 0  | 3 | 33 | 41 | −8  | 3  | Negyeddöntő |
| 5.    | Franciaország    | 4 | 1  | 0   | 0  | 3 | 24 | 51 | −27 | 3  |             |

1. 1 2 3  Görögország 3 pont, +3 Gk (20−17); Olaszország 3 pont, +3 Gk (19−16); Franciaország 3 pont, −6 Gk.

| 2024. július 27. 15:35 | Görögország (GRE)    | 6–15        | Egyesült Államok (USA) | Paris Aquatics Centre Játékvezetők: Debreceni Nóra (HUN), Frank Ohme (GER) |
| 2024. július 27. 15:35 | (0–3, 2–6, 2–3, 2–3) |             |                        | Paris Aquatics Centre Játékvezetők: Debreceni Nóra (HUN), Frank Ohme (GER) |
| 2024. július 27. 15:35 | hat játékos 1        | Jegyzőkönyv | Flynn 4                | Paris Aquatics Centre Játékvezetők: Debreceni Nóra (HUN), Frank Ohme (GER) |

| 2024. július 27. 18:30 | Spanyolország (ESP)  | 15–6        | Franciaország (FRA) | Paris Aquatics Centre Játékvezetők: Hélène Painchaud (CAN), Zhang Liang (CHN) |
| 2024. július 27. 18:30 | (6–3, 3–1, 3–1, 3–1) |             |                     | Paris Aquatics Centre Játékvezetők: Hélène Painchaud (CAN), Zhang Liang (CHN) |
| 2024. július 27. 18:30 | Ruiz 4               | Jegyzőkönyv | Dhalluin 3          | Paris Aquatics Centre Játékvezetők: Hélène Painchaud (CAN), Zhang Liang (CHN) |

| 2024. július 29. 14:00 | Franciaország (FRA)  | 9–8         | Olaszország (ITA) | Paris Aquatics Centre Játékvezetők: Debreceni Nóra (HUN), Nicholas Hodgers (AUS) |
| 2024. július 29. 14:00 | (1–3, 3–3, 2–1, 3–1) |             |                   | Paris Aquatics Centre Játékvezetők: Debreceni Nóra (HUN), Nicholas Hodgers (AUS) |
| 2024. július 29. 14:00 | Dhalluin 3           | Jegyzőkönyv | Bianconi 2        | Paris Aquatics Centre Játékvezetők: Debreceni Nóra (HUN), Nicholas Hodgers (AUS) |

| 2024. július 29. 15:35 | Egyesült Államok (USA) | 11–13       | Spanyolország (ESP) | Paris Aquatics Centre Játékvezetők: Adrian Alexandrescu (ROU), Andrej Franulović (CRO) |
| 2024. július 29. 15:35 | (3–2, 2–4, 4–5, 2–2)   |             |                     | Paris Aquatics Centre Játékvezetők: Adrian Alexandrescu (ROU), Andrej Franulović (CRO) |
| 2024. július 29. 15:35 | Raney 2                | Jegyzőkönyv | Ortiz 5             | Paris Aquatics Centre Játékvezetők: Adrian Alexandrescu (ROU), Andrej Franulović (CRO) |

| 2024. július 31. 18:30 | Olaszország (ITA)    | 3–10        | Egyesült Államok (USA) | Paris Aquatics Centre Játékvezetők: Hélène Painchaud (CAN), Vojin Putniković (SRB) |
| 2024. július 31. 18:30 | (1–3, 1–3, 0–2, 1–2) |             |                        | Paris Aquatics Centre Játékvezetők: Hélène Painchaud (CAN), Vojin Putniković (SRB) |
| 2024. július 31. 18:30 | Marletta 2           | Jegyzőkönyv | Musselman 3            | Paris Aquatics Centre Játékvezetők: Hélène Painchaud (CAN), Vojin Putniković (SRB) |

| 2024. július 31. 20:05 | Spanyolország (ESP)  | 10–8        | Görögország (GRE)          | Paris Aquatics Centre Játékvezetők: Adrian Alexandrescu (ROU), Veselin Mišković (MNE) |
| 2024. július 31. 20:05 | (2–2, 3–3, 4–2, 1–1) |             |                            | Paris Aquatics Centre Játékvezetők: Adrian Alexandrescu (ROU), Veselin Mišković (MNE) |
| 2024. július 31. 20:05 | Forca 4              | Jegyzőkönyv | Eleftheriadou, Plevritou 2 | Paris Aquatics Centre Játékvezetők: Adrian Alexandrescu (ROU), Veselin Mišković (MNE) |

| 2024. augusztus 2. 15:35 | Görögország (GRE)          | 8–12        | Olaszország (ITA) | Paris Aquatics Centre Játékvezetők: Andrej Franulović (CRO), Debreceni Nóra (HUN) |
| 2024. augusztus 2. 15:35 | (3–4, 0–2, 2–2, 3–4)       |             |                   | Paris Aquatics Centre Játékvezetők: Andrej Franulović (CRO), Debreceni Nóra (HUN) |
| 2024. augusztus 2. 15:35 | Eleftheriadou, Plevritou 3 | Jegyzőkönyv | Palmieri 4        | Paris Aquatics Centre Játékvezetők: Andrej Franulović (CRO), Debreceni Nóra (HUN) |

| 2024. augusztus 2. 18:30 | Egyesült Államok (USA) | 17–5        | Franciaország (FRA) | Paris Aquatics Centre Játékvezetők: Veselin Mišković (MNE), Nicholas Hodgers (AUS) |
| 2024. augusztus 2. 18:30 | (3–1, 4–2, 6–2, 4–0)   |             |                     | Paris Aquatics Centre Játékvezetők: Veselin Mišković (MNE), Nicholas Hodgers (AUS) |
| 2024. augusztus 2. 18:30 | Musselman 4            | Jegyzőkönyv | Hertzka 2           | Paris Aquatics Centre Játékvezetők: Veselin Mišković (MNE), Nicholas Hodgers (AUS) |

| 2024. augusztus 4. 15:35 | Olaszország (ITA)    | 11–13       | Spanyolország (ESP) | Paris Aquatics Centre Játékvezetők: Andrej Franulović (CRO), Frank Ohme (GER) |
| 2024. augusztus 4. 15:35 | (0–2, 4–3, 3–4, 4–4) |             |                     | Paris Aquatics Centre Játékvezetők: Andrej Franulović (CRO), Frank Ohme (GER) |
| 2024. augusztus 4. 15:35 | Marletta 3           | Jegyzőkönyv | Espar 3             | Paris Aquatics Centre Játékvezetők: Andrej Franulović (CRO), Frank Ohme (GER) |

| 2024. augusztus 4. 20:05 | Franciaország (FRA)  | 4–11        | Görögország (GRE)   | Paris Aquatics Centre Játékvezetők: Vojin Putniković (SRB), Veselin Mišković (MNE) |
| 2024. augusztus 4. 20:05 | (1–2, 2–1, 1–3, 0–5) |             |                     | Paris Aquatics Centre Játékvezetők: Vojin Putniković (SRB), Veselin Mišković (MNE) |
| 2024. augusztus 4. 20:05 | Vernoux 2            | Jegyzőkönyv | Plevritou, Xenaki 3 | Paris Aquatics Centre Játékvezetők: Vojin Putniković (SRB), Veselin Mišković (MNE) |

## Egyenes kieséses szakasz
|  |              |                        |                        |                        |        |                  |                  |                        |                        |               |               |       |       |
|  | Negyeddöntők | Negyeddöntők           | Negyeddöntők           |                        |        | Elődöntők        | Elődöntők        | Elődöntők              |                        |               | Döntő         | Döntő | Döntő |
|  | Negyeddöntők | Negyeddöntők           | Negyeddöntők           |                        |        | Elődöntők        | Elődöntők        | Elődöntők              |                        |               | Döntő         | Döntő | Döntő |
|  | augusztus 6. |                        |                        |                        |        |                  |                  |                        |                        |               |               |       |       |
|  |              |                        |                        |                        |        |                  |                  |                        |                        |               |               |       |       |
|  | A1           | Ausztrália (AUS)       | 9                      |                        |        |                  |                  |                        |                        |               |               |       |       |
|  | A1           | Ausztrália (AUS)       | 9                      | augusztus 8.           |        |                  |                  |                        |                        |               |               |       |       |
|  | B4           | Görögország (GRE)      | 6                      |                        |        |                  |                  |                        |                        |               |               |       |       |
|  | B4           | Görögország (GRE)      | 6                      |                        |        | Ausztrália (AUS) | Ausztrália (AUS) | 8 (6)                  |                        |               |               |       |       |
|  | augusztus 6. |                        |                        |                        |        | Ausztrália (AUS) | Ausztrália (AUS) | 8 (6)                  |                        |               |               |       |       |
|  |              |                        | Egyesült Államok (USA) | Egyesült Államok (USA) | 8 (5)  |                  |                  |                        |                        |               |               |       |       |
|  | A3           | Magyarország (HUN)     | Egyesült Államok (USA) | Egyesült Államok (USA) | 8 (5)  | 4                |                  |                        |                        |               |               |       |       |
|  | A3           | Magyarország (HUN)     |                        |                        |        | 4                | augusztus 10.    |                        |                        |               |               |       |       |
|  | B2           | Egyesült Államok (USA) | 5                      |                        |        |                  |                  |                        |                        |               |               |       |       |
|  | B2           | Egyesült Államok (USA) | 5                      |                        |        | Ausztrália (AUS) | Ausztrália (AUS) | 9                      |                        |               |               |       |       |
|  | augusztus 6. |                        |                        |                        |        | Ausztrália (AUS) | Ausztrália (AUS) | 9                      |                        |               |               |       |       |
|  |              |                        | Spanyolország (ESP)    | Spanyolország (ESP)    | 11     |                  |                  |                        |                        |               |               |       |       |
|  | A2           | Hollandia (NED)        | Spanyolország (ESP)    | Spanyolország (ESP)    | 11     | 11               |                  |                        |                        |               |               |       |       |
|  | A2           | Hollandia (NED)        | augusztus 8.           |                        |        | 11               |                  |                        |                        |               |               |       |       |
|  | B3           | Olaszország (ITA)      | 8                      |                        |        |                  |                  |                        |                        |               |               |       |       |
|  | B3           | Olaszország (ITA)      | 8                      |                        |        | Hollandia (NED)  | Hollandia (NED)  | 14 (4)                 | Bronzmérkőzés          | Bronzmérkőzés | Bronzmérkőzés |       |       |
|  | augusztus 6. |                        |                        |                        |        | Hollandia (NED)  | Hollandia (NED)  | 14 (4)                 | Bronzmérkőzés          | Bronzmérkőzés | Bronzmérkőzés |       |       |
|  |              |                        | Spanyolország (ESP)    | Spanyolország (ESP)    | 14 (5) |                  |                  | augusztus 10.          | augusztus 10.          | augusztus 10. |               |       |       |
|  | A4           | Kanada (CAN)           | Spanyolország (ESP)    | Spanyolország (ESP)    | 14 (5) | 8                |                  | augusztus 10.          | augusztus 10.          | augusztus 10. |               |       |       |
|  | A4           | Kanada (CAN)           |                        |                        |        |                  |                  | Egyesült Államok (USA) | Egyesült Államok (USA) | 10            |               |       |       |
|  | B1           | Spanyolország (ESP)    | 18                     |                        |        |                  |                  | Egyesült Államok (USA) | Egyesült Államok (USA) | 10            |               |       |       |
|  | B1           | Spanyolország (ESP)    | 18                     |                        |        | Hollandia (NED)  | Hollandia (NED)  | 11                     |                        |               |               |       |       |
|  |              |                        |                        |                        |        | Hollandia (NED)  | Hollandia (NED)  | 11                     |                        |               |               |       |       |

### Negyeddöntők
| 2024. augusztus 6. 14:00 | Kanada (CAN)         | 8–18        | Spanyolország (ESP) | Paris La Défense Arena, Nanterre Játékvezetők: Aurely Blanchard (FRA), Natalia Markopoulou (GRE) |
| 2024. augusztus 6. 14:00 | (1–6, 3–4, 0–3, 4–5) |             |                     | Paris La Défense Arena, Nanterre Játékvezetők: Aurely Blanchard (FRA), Natalia Markopoulou (GRE) |
| 2024. augusztus 6. 14:00 | Bakoc 5              | Jegyzőkönyv | Ruiz 4              | Paris La Défense Arena, Nanterre Játékvezetők: Aurely Blanchard (FRA), Natalia Markopoulou (GRE) |

| 2024. augusztus 6. 15:35 | Hollandia (NED)      | 11–8        | Olaszország (ITA) | Paris La Défense Arena, Nanterre Játékvezetők: Jennifer McCall (USA), Debreceni Nóra (HUN) |
| 2024. augusztus 6. 15:35 | (2–2, 3–2, 1–1, 5–3) |             |                   | Paris La Défense Arena, Nanterre Játékvezetők: Jennifer McCall (USA), Debreceni Nóra (HUN) |
| 2024. augusztus 6. 15:35 | négy játékos 2       | Jegyzőkönyv | Marletta 3        | Paris La Défense Arena, Nanterre Játékvezetők: Jennifer McCall (USA), Debreceni Nóra (HUN) |

| 2024. augusztus 6. 19:00 | Ausztrália (AUS)     | 9–6         | Görögország (GRE) | Paris La Défense Arena, Nanterre Játékvezetők: Alessia Ferrari (ITA), Sébastien Dervieux (FRA) |
| 2024. augusztus 6. 19:00 | (1–0, 3–3, 2–1, 3–2) |             |                   | Paris La Défense Arena, Nanterre Játékvezetők: Alessia Ferrari (ITA), Sébastien Dervieux (FRA) |
| 2024. augusztus 6. 19:00 | Williams 5           | Jegyzőkönyv | Xenaki 2          | Paris La Défense Arena, Nanterre Játékvezetők: Alessia Ferrari (ITA), Sébastien Dervieux (FRA) |

| 2024. augusztus 6. 20:35 | Magyarország (HUN)   | 4–5         | Egyesült Államok (USA) | Paris La Défense Arena, Nanterre Játékvezetők: Vojin Putniković (SRB), Zhang Liang (CHN) |
| 2024. augusztus 6. 20:35 | (2–1, 0–2, 2–1, 0–1) |             |                        | Paris La Défense Arena, Nanterre Játékvezetők: Vojin Putniković (SRB), Zhang Liang (CHN) |
| 2024. augusztus 6. 20:35 | négy játékos 1       | Jegyzőkönyv | Steffens 2             | Paris La Défense Arena, Nanterre Játékvezetők: Vojin Putniković (SRB), Zhang Liang (CHN) |

### Az 5–8. helyért
| 2024. augusztus 8. 13:00 | Olaszország (ITA)    | 10–5        | Kanada (CAN) | Paris La Défense Arena, Nanterre Játékvezetők: Jennifer McCall (USA), Chisato Kurosaki (JPN) |
| 2024. augusztus 8. 13:00 | (1–1, 4–1, 1–3, 4–0) |             |              | Paris La Défense Arena, Nanterre Játékvezetők: Jennifer McCall (USA), Chisato Kurosaki (JPN) |
| 2024. augusztus 8. 13:00 | Bianconi, Marletta 2 | Jegyzőkönyv | öt játékos 1 | Paris La Défense Arena, Nanterre Játékvezetők: Jennifer McCall (USA), Chisato Kurosaki (JPN) |

| 2024. augusztus 8. 18:00 | Görögország (GRE)    | 9–12        | Magyarország (HUN) | Paris La Défense Arena, Nanterre Játékvezetők: Marta Cabañas (ESP), Michiel Zwart (NED) |
| 2024. augusztus 8. 18:00 | (2–1, 2–3, 3–4, 2–4) |             |                    | Paris La Défense Arena, Nanterre Játékvezetők: Marta Cabañas (ESP), Michiel Zwart (NED) |
| 2024. augusztus 8. 18:00 | három játékos 2      | Jegyzőkönyv | Keszthelyi 4       | Paris La Défense Arena, Nanterre Játékvezetők: Marta Cabañas (ESP), Michiel Zwart (NED) |

### Elődöntők
| 2024. augusztus 8. 14:35 | Hollandia (NED)                | 18–19       | Spanyolország (ESP) | Paris La Défense Arena, Nanterre Játékvezetők: Boris Margeta (SLO), Alessia Ferrari (ITA) |
| 2024. augusztus 8. 14:35 | (1–6, 4–4, 6–1, 3–3, bü.: 4–5) |             |                     | Paris La Défense Arena, Nanterre Játékvezetők: Boris Margeta (SLO), Alessia Ferrari (ITA) |
| 2024. augusztus 8. 14:35 | Van de Kraats 4                | Jegyzőkönyv | Forca 5             | Paris La Défense Arena, Nanterre Játékvezetők: Boris Margeta (SLO), Alessia Ferrari (ITA) |

| 2024. augusztus 8. 19:35 | Ausztrália (AUS)               | 14–13       | Egyesült Államok (USA) | Paris La Défense Arena, Nanterre Játékvezetők: Georgios Stavridis (GRE), Kovács Tamás (HUN) |
| 2024. augusztus 8. 19:35 | (1–2, 1–3, 4–2, 2–1, bü.: 6–5) |             |                        | Paris La Défense Arena, Nanterre Játékvezetők: Georgios Stavridis (GRE), Kovács Tamás (HUN) |
| 2024. augusztus 8. 19:35 | A.Andrews 4                    | Jegyzőkönyv | Flynn, Musselman 2     | Paris La Défense Arena, Nanterre Játékvezetők: Georgios Stavridis (GRE), Kovács Tamás (HUN) |

### A 7. helyért
| 2024. augusztus 10. 9:00 | Görögország (GRE)    | 19–10       | Kanada (CAN) | Paris La Défense Arena, Nanterre Játékvezetők: Aurélie Blanchard (FRA), Jennifer McCall (USA) |
| 2024. augusztus 10. 9:00 | (2–2, 5–3, 5–2, 7–3) |             |              | Paris La Défense Arena, Nanterre Játékvezetők: Aurélie Blanchard (FRA), Jennifer McCall (USA) |
| 2024. augusztus 10. 9:00 | három játékos 3      | Jegyzőkönyv | Crevier 3    | Paris La Défense Arena, Nanterre Játékvezetők: Aurélie Blanchard (FRA), Jennifer McCall (USA) |

### Az 5. helyért
| 2024. augusztus 10. 14:00 | Magyarország (HUN)             | 15–12       | Olaszország (ITA)    | Paris La Défense Arena, Nanterre Játékvezetők: Natalia Markopoulou (GRE), Hélène Painchaud (CAN) |
| 2024. augusztus 10. 14:00 | (3–3, 5–4, 0–2, 3–2, bü.: 4–1) |             |                      | Paris La Défense Arena, Nanterre Játékvezetők: Natalia Markopoulou (GRE), Hélène Painchaud (CAN) |
| 2024. augusztus 10. 14:00 | Gurisatti 3                    | Jegyzőkönyv | Bianconi, Marletta 3 | Paris La Défense Arena, Nanterre Játékvezetők: Natalia Markopoulou (GRE), Hélène Painchaud (CAN) |

### Bronzmérkőzés
| 2024. augusztus 10. 10:35 | Egyesült Államok (USA) | 10–11       | Hollandia (NED) | Paris La Défense Arena, Nanterre Játékvezetők: Marta Cabañas (ESP), Rafaele Colombo (ITA) |
| 2024. augusztus 10. 10:35 | (3–2, 4–1, 2–3, 1–5)   |             |                 | Paris La Défense Arena, Nanterre Játékvezetők: Marta Cabañas (ESP), Rafaele Colombo (ITA) |
| 2024. augusztus 10. 10:35 | három játékos 2        | Jegyzőkönyv | Van der Sloot 6 | Paris La Défense Arena, Nanterre Játékvezetők: Marta Cabañas (ESP), Rafaele Colombo (ITA) |

### Döntő
| 2024. augusztus 10. 15:35 | Ausztrália (AUS)     | 9–11        | Spanyolország (ESP) | Paris La Défense Arena, Nanterre Játékvezetők: Debreceni Nóra (HUN), Andrej Franulović (CRO) |
| 2024. augusztus 10. 15:35 | (2–2, 0–1, 3–4, 4–4) |             |                     | Paris La Défense Arena, Nanterre Játékvezetők: Debreceni Nóra (HUN), Andrej Franulović (CRO) |
| 2024. augusztus 10. 15:35 | Williams 5           | Jegyzőkönyv | Ortiz 4             | Paris La Défense Arena, Nanterre Játékvezetők: Debreceni Nóra (HUN), Andrej Franulović (CRO) |

| A 2024. évi nyári olimpiai játékok női vízilabdatornájának olimpiai bajnoka |
| · SPANYOLORSZÁG · 1. cím                                                    |
| --------------------------------------------------------------------------- |

## Végeredmény
| Helyezés | Csapat                 |
| -------- | ---------------------- |
| Arany    | Spanyolország (ESP)    |
| Ezüst    | Ausztrália (AUS)       |
| Bronz    | Hollandia (NED)        |
| 4.       | Egyesült Államok (USA) |
| 5.       | Magyarország (HUN)     |
| 6.       | Olaszország (ITA)      |
| 7.       | Görögország (GRE)      |
| 8.       | Kanada (CAN)           |
| 9.       | Franciaország (FRA)    |
| 10.      | Kína (CHN)             |

## Díjak
| Gólkirály - Alice Williams – 21 gól Legértékesebb játékos - Alice Williams | Média All-Star csapat - Martina Tere – kapus - Jenna Flynn - Keszthelyi Rita - Claudia Marletta - Elena Ruiz - Sabrina van der Sloot - Alice Williams |